# Бякстер, Яков Николаевич
Яков Николаевич Бякстер (англ. James Baxter; 1(12) марта 1789, Шотландия — после 1855) — статский советник, лектор английского языка и английской словесности в Московском университете.

## Биография
Яков Бякстер родился 1 марта 1789 года в Шотландии. Бякстер происходил из знаменитого шотландского рода Бьюкенен. Высшее образование он получил в Эдинбургском Университете, причем сначала занимался филологическими науками, а затем стал изучать юриспруденцию.
В период наполеоновских войн Бякстер состоял на службе поручиком в Пертском пехотном полку, а впоследствии был избран в члены почётной роты королевских телохранителей в Шотландии. В 1821 году Бякстер переехал в Россию и занялся преподаванием английского языка и английской словесности.
В 1824 году поступив учителем английского языка в Московский университетский благородный пансион, он в 1826 году занял должность лектора при Московском университете; его лекции делились на два курса — низший и высший, причём содержание первого составляли основы английского языка, а второго — изучение избранных мест из произведений великих английских поэтов, обозрение английской словесности, а также написание сочинений на английском языке.
В 1828 году Бякстер, вследствие болезни, вышел в отставку. В 1832—1833 годах служил в Санкт-Петербургской таможне, затем в Учёном по лесной части Комитете при Департаменте государственных имуществ (до 1835 года), а 12 марта 1835 года занял должность инспектора во 2-й Виленской гимназии и Виленском Дворянском Институте.
В 1839 году Бякстер был назначен директором Санкт-Петербургского высшего коммерческого пансиона и занимал эту должность в течение многих лет. Кроме участия в разных периодических изданиях, Бякстер в 1839 году перевёл на английский язык и издал в Лондоне «Описание похода во Францию 1814 года» Михайловского-Данилевского.
Бякстер был действительным членом Императорского Русского Географического Общества.